# Instituto de Justificação da Difusão
O Instituto de Justificação da Difusão (OJD) (em castelhano:  Oficina de Justificación de la Difusión), fundado a 20 de outubro de 1964, é uma empresa responsável pelo controlo da tiragem e difusão dos diferentes tipos de meios de comunicação em Espanha. Em 2004 alterou o nome da sociedade para Informação e Controlo de Publicações (Información y Control de Publicaciones), S.A. (Introl). Atualmente, existem três divisões: Instituto de Justificação da Difusão (Oficina de Justificación de la Difusión) (OJD) que atesta os dados de difusão dos jornais, Publicações Gratuitas Exemplares Distribuíveis (Publicaciones Gratuitas Ejemplares Distribuibles) (PGD), que faz o seguimento da imprensa gratuita em Espanha, e a OJDinteractiva, que controla as difusões dos sítios eletrónicos na Internet.

## História

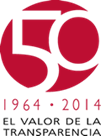

O Instituto de Justificação da Difusão foi fundado a 20 de outubro de 1964 para que os anunciantes, as agências e meios, estivessem representados igualmente. O instituto é responsável pela verificação dos números de circulação dos materiais de impressão, de acordo com os dois princípios, a adesão voluntária e o uso de diretrizes padronizadas para o controlo. A atribuição voluntária dos jornais (e posteriormente das versões digitais), que foi crescendo ao passar dos anos e o forte apoio da Associação Espanhola de Anunciantes (Asociación Española de Anunciantes) (AEA) e das agências, foi fundamental para fazer do OJD o principal órgão de controlo e difusão dos meios escritos e digitais em Espanha.
Com as mudanças da década de 1990, e o aumento das publicações gratuitas e o surgimento da internet, houve  a criação de duas novas divisões: Publicações Gratuitas Exemplares Distribuíveis (PGD) (Publicaciones Gratuitas Ejemplares Distribuibles) e OJDinteractiva.
Em 2004, a empresa alterou sua razão social para Información y Control de Publicaciones, S.A. (Introl). 